# HD 164780
HD 164780，又名BD+75 647，SAO 8962、HR 6735，是一颗恒星，视星等为6.36，位于銀經106.32，銀緯29.79，其B1900.0坐标为赤經17h 57m 44.4s，赤緯+75° 29.79′ 47″。